# Sema (langue)
Pour les articles homonymes, voir Sema.
Le sema (ou sumi naga) est une langue tibéto-birmane parlée dans l'État du Nagaland, en Inde, par 104 000 Semas (en), qui résident essentiellement dans le district de Zunheboto.

## Classification interne
À l'intérieur des langues tibéto-birmanes, le sema fait partie du sous-groupe des langues naga.
La langue a quatre principaux dialectes : le sema occidental parlé le long de la rivière Doyang, le sema oriental, dans la région de Kheza, le chizolimi et le dialecte central dans la région de la ville de Zunheboto. Ce dernier dialecte est utilisé pour la langue écrite.

## Phonologie
Les tableaux montrent l'inventaire des phonèmes consonantiques et vocaliques du sema.

### Voyelles
|         | Antérieure | Centrale | Postérieure |
| ------- | ---------- | -------- | ----------- |
| Fermée  | i [i]      | ɨ [ɨ]    | u [u]       |
| Moyenne | e [e]      |          | o [o]       |
| Ouverte |            | a [a]    |             |

### Consonnes
|              |               | Labiales  | Labiales  | Alvéolaires | Alvéolaires | Alvéolaires | Dorsales | Dorsales | Glottales |
| ------------ | ------------- | --------- | --------- | ----------- | ----------- | ----------- | -------- | -------- | --------- |
| Bilabiales   | Labiodentales | Centrales | Latérales | Palatales   | Vélaires    | Uvulaires   |          |          | Glottales |
| Occlusives   | Sourdes       | p [p]     |           | t [t]       |             |             | k [k]    | q [q]    |           |
| Occlusives   | Sonores       | b [b]     |           | d [d]       |             |             | g [g]    |          |           |
| Affriquées   | Affriquées    |           |           |             |             | c [ t͡ʃ ]    |          |          |           |
| Fricatives   | sourdes       | f [f]     |           | s [s]       |             |             | x [ x]   |          | h [h]     |
| Fricatives   | sonores       |           |           | z [z]       |             |             | ɣ [ɣ]    |          |           |
| Nasales      | Nasales       | m [m]     |           | n [n]       |             |             | ŋ [ŋ]    |          |           |
| liquide      | liquide       |           |           |             | l [l]       |             |          |          |           |
| Semi-voyelle | Semi-voyelle  | w [w]     |           |             |             | y [ j]      |          |          |           |

### Tons
Le sema est une langue tonale qui possède trois tons : haut, moyen et bas.

## Source
- (en) M.V. Sreedhar, 1980, Sema Grammar, Mysore, Central Institute of Indian Languages.